# Dinis Dias
Dinis Dias of Diaz (* voor 1442; † na 1446) was een Portugese zeevaarder en ontdekker. Hij was afkomstig uit de Portugese adel aan het hof van koning Johan I van Portugal.
Aan Dinis Dias worden twee reizen naar de Afrikaanse kust toegeschreven, die hij in dienst van Hendrik de Zeevaarder uitvoerde. In 1442 bereikte hij met Gonçalo de Sintra Kaap Blanc in het huidige Mauritanië. In 1444 ontdekte hij de westelijkste punt van Afrika, het in het huidige Senegal gelegen Kaap Verde, en de Terra dos Guineus, het huidige Guinea en Senegal. Verder verkende hij het eiland Gorée, dat hij de naam Palma gaf.
Dinis Dias was de eerste Portugese zeevaarder die in opdracht van Hendrik de Zeevaarder gericht op slavenvangst ging, om door de verkoop in Portugal de hoge kosten van de ontdekkingsreizen te compenseren.
Op 18 augustus 1446 benoemde koning Alfons V hem tot voorzitter van het hoogste gerechtshof (Casa do Cívil).